# عبدالحق الترکمانی
1. تحويل عبد الحق التركماني

هذه صفحة لأحد أسماء الشخصية المذكورة أعلاه أو ألقابها أو لكنية من كُناها، وهي تحوَّل آلياً من يبحث عنها إلى صفحة عبدالحق الترکمانی.